# Jean Renaut (peintre)
Jean Renaut est un artiste peintre français né le 14 avril 1905 à Dijon où il est mort le 15 novembre 1979.
Peintre dès son plus jeune âge, Jean Renaut s'adonna d'abord à de multiples passions artistiques, doué pour la peinture mais aussi la poésie et la musique.
Trouvant d'abord sa voie dans l'aquarelle et plus précisément l'aquarelle de paysages, l'exil en Savoie durant la Seconde Guerre mondiale déclenche deux rencontres capitales dans la vie du peintre : sa future femme, Amélie Janin, et la peinture à l'huile.
Jusque dans les années 55, son œuvre jusque-là principalement dédiée aux paysages s'emplit, à l'instar de sa vie personnelle, de personnages et gagne en maturité.
En 1956, une grande exposition au Cellier de Clairvaux le propulse sur le devant de la scène picturale bourguignonne. Ses tableaux sont achetés par le Musée de Dijon et une grande fresque, Le Jugement de Salomon, vient habiller un mur de la faculté de droit de Dijon.
Enfin, à partir des années 1970, des transformations personnelles – le départ de ses enfants ainsi qu'une maladie de quelques mois – vont voir une ultime transformation de l'œuvre de l'artiste vers un registre plus coloré, où la palette et l'harmonie deviennent prioritaires sur le sujet et s'éloignent progressivement d'un style figuratif pur.
Il décède le 15 novembre 1979, laissant derrière lui une œuvre riche, faite d'aquarelles, d'huiles et de poèmes.

## Biographie
Jean Renaut est le fils cadet de Cécile Lévêque et de René Renaut.
Cécile, sa mère, est la troisième fille de Jean-Baptiste et Berthe Lévêque, mais également la grande sœur de Robert Lévêque, de 13 ans son cadet et seul garçon de la famille, pour qui elle développe une relation profondément maternelle.
Cécile a également une fille, Marie.
Le 9 avril 1915, la vie de Jean prend un tournant dramatique avec l'annonce de la mort de Robert sur le front. Cécile retourne son affection sur son fils, qui se retrouve au centre d'une attention décuplée. Choyé, on lui accorde tout ce qu'il veut. Ayant la chance d'un amour parental exclusif et d'une relative aisance financière - son père étant médecin - Jean peut librement s'adonner à la passion des arts. Un talent naturel semble l'habiter très tôt et il poursuit en parallèle la pratique du dessin, de la poésie et de la musique.

### 1905-1940: Jean Renaut, aquarelliste
La musique, elle est omniprésente dans la famille mais également chargée d'histoire, avec notamment son grand-père, directeur du Conservatoire de Dijon, haute figure statufiée et pesant lourdement sur la possibilité de devenir célèbre dans ce domaine.
La poésie, elle le suit, et aurait pu devenir un élément central, Jean allant même jusqu'à démarrer des études de Lettres.

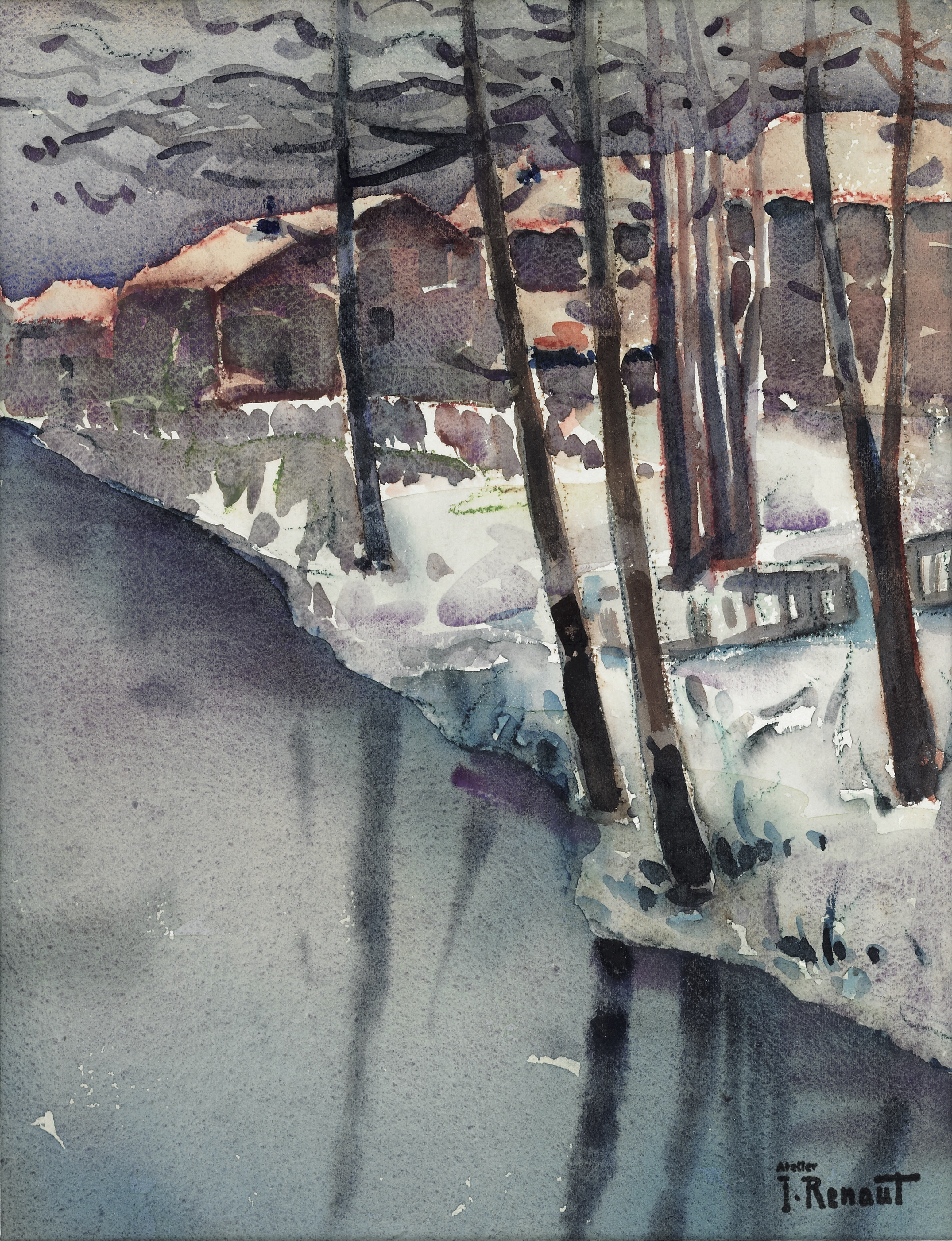
Neige sur berge

Mais la peinture, et notamment l'aquarelle, prend un rôle croissant dans l'œuvre du jeune Jean.
Environné d'instruments scientifiques utilisés par son père, passionné d'astronomie et de photographie, Jean découvre microscopes, lunettes d'approche, appareils photos et même bientôt le cinéma.
En parallèle, un ami architecte de la famille, Auguste Drouot, aquarelliste relativement réputé, a probablement rendu de nombreuses visites et encouragé l'artiste émergent.
On retrouve de nombreuses aquarelles de Jean Renaut clairement datées de 1935 et 1936 ainsi que les premiers signes d'expositions dans la presse notamment au Salon de l'Essor de Dijon.

### 1940-1956: de l'aquarelle à la peinture à l'huile
1940 est une année charnière pour Jean. René Renaut, docteur, reste à Dijon, mais envoie sa famille à l'abri en Savoie, à Chambéry, chez des amis en zone libre.
C'est au magasin "Aux Beaux-Arts" que Jean rencontre Amélie, la fille du propriétaire qui tient le commerce la plupart du temps.
Après 4 années passées dans cette région des Alpes, du Bourget, de Chambéry et de Pragrondran, le jeune couple se marie à la fin de la guerre. Amélie, surnommée "Minou", peint à l'huile et pousse Jean à essayer ce médium qu'elle juge plus propice à traduire le style complexe du jeune homme.
Brillante inspiration et Jean intègre rapidement une dimension nouvelle grâce à l'usage de la peinture à l'huile, travaillant sa toile sur plusieurs épaisseurs, ajoutant plusieurs couches aux harmonies pensées avant d'en venir au sujet principal du tableau. Avec l'huile, l'œuvre de Jean gagne en profondeur, en lenteur et en complétude.
Jean retourne avec sa femme à Dijon et son oeuvre gagne en popularité tant en Savoie qu'en Bourgogne.
À la même époque, Jean et Minou ont deux enfants : Olivier, puis Patrice. Cela renvoie à Jean un écho de son enfance. Minou, de femme, devient également mère et les tableaux de Jean vont soudainement évoluer de sujets naturels et paysagers à des personnages, féminins principalement, femme à la palette, femme à la coiffure, assise, maternité, mais également portraits d'enfants et scènes de familles.
La notoriété de Jean grandit, y compris à l'international où l'on trouve des analyses de son œuvre en Italie ainsi que des traces d'expositions en Allemagne, Hongrie et Yougoslavie.

### 1956-1970: l'épanouissement artistique et la reconnaissance

Jugement de Salomon

Avec une première grande exposition au Cellier de Clairvaux en 1956, Jean Renaut est propulsé sur le devant de la scène picturale Dijonnaise.
Des tableaux sont achetés par le Musée de Dijon, une fresque est commandée par la faculté de Droit, Jean est sollicité pour de nombreuses expositions mais, pudique et peu friand de relations sociales un peu mondaines, il se concentre sur sa création et les relations privilégiées avec quelques amis peintres.
Il produit durant cette période des œuvres de plus en plus imaginaires, moins directement figuratives. Sa peinture devient une recherche permanente et il ne reste jamais à exploiter un "style", quel que soit son succès. Sa peinture s'enrichit également de son appétit pour tous les autres arts : il compose des petites pièces de théâtre familiales, chansons au ukulélé, et joue du piano familial.

### 1970-1979: l'exploration
Les années 1970 sont marquées par le départ de son aîné Olivier du domicile familial ainsi qu'une maladie qui l'éloigne des tableaux pour un temps.
À sa reprise, son style est légèrement différent, plus coloré, peut-être marqué par l'apparition de la couleur sur l'écran des télévisions et par une modernité en accélération. Les références figuratives s'atténuent et la recherche d'une harmonie de couleurs s'intensifie.
Citons Jean Renaut lui-même : "Au moment où on établit des formes harmonieuses, avec des couleurs harmonieuses, dans un certain rythme, il commence à se produire un certain effet figuratif et cet effet figuratif vous conduit malgré vous, la plupart du temps, vers une idée, une des idées, des nombreuses idées qu'on peut avoir en tête, qui vous est chère."
Jean Renaut s'éteint le 15 novembre 1979.

## Œuvres

### Peinture intérieure
Un des thèmes récurrents dans l'analyse de l'œuvre de Jean Renaut est la projection que fait l'artiste de sa vision intérieure sur la représentation figurative de la scène choisie. Qu'il s'agisse de paysages, de portraits, de meubles ou de toiles oniriques difficiles à rattacher à une figurativité absolue, l'artiste nous transmet une vision transfigurée par son prisme intérieur. On notera d'ailleurs avec intérêt que l'œuvre de Jean Renaut aiguise la curiosité des critiques d'art mais aussi des auteurs et des psychologues. Citons Gabriele Mandel, psychologue renommé mais également artiste et écrivain, dans sa Pittura Francese.
"On ressent donc que toute l'œuvre est soumise à une esthétique figurative, bien qu'elle se réfère à une recherche intérieure constante. En notant la richesse de chaque motif peint, on se rend ensuite compte qu’elle est néanmoins obtenue grâce à l’exploitation totale des ressources, qui d’un côté débordent vers une forme de violence extrême et de l’autre, vers un équilibre total. Renaut, dans son travail, maintient l'œuvre dans les limites de l'intellect et de l'inconscient ; un équilibre raffiné. Cet équilibre ne découle pas de calculs, mais est inhérent à l'artiste né ; il y a dans ses recherches une vérité absolument personnelle qui ne pourrait s'adapter à d'autres idées picturales sans une perte d'expression humaine."
Cette projection intérieure est visible tout au long de son œuvre et nous allons en étudier l'impact à travers les grandes thématiques que l'on peut retrouver dans les aquarelles et les huiles de Jean Renaut.

### Portraitiste de paysage
La relation de Jean Renaut aux paysages est bien loin de celle de la plupart des paysagistes. Absence criante de personnages vivants, même pas pour donner une échelle relative aux éléments du tableau, ciel souvent limité à une petite bande en haut du tableau, absence de valeurs progressivement atténuées ou de plans successifs qui permettraient de donner de la profondeur au tableau, tout dans les paysages de l'artiste leur donne une empreinte unique. L'artiste n'essaie pas de restituer l'apparence des éléments constitutifs du paysage mais bien plutôt de restituer sa propre émotion, on pourrait même dire sa propre spiritualité, lorsqu'il fait face au paysage. Jean Renaut n'a jamais caché vouloir donner une dimension métaphysique à son œuvre, et ces paysages sont plus la projection d'une intériorité de l'artiste, voire du spectateur, qu'une représentation du réel.

Citons l'artiste-poète dans Nature muette :
"et l'homme avec son âme entrouverte
reçoit béatement la pluie des symboles vivants
...
suant sa sève comme l'arbre
ses racines enfoncées dans la terre de son cœur."
La lumière des paysages de Jean Renaut ne vient pas du ciel mais émane des objets eux-mêmes, joyeuse et éclatante ou diffuse, souvent soulignant un élément majeur de la composition. Ces paysages, parfois absurdement vides, à l'instar de ces bords de lacs peuplés de bateaux et de vie colorée, mais dépourvus du moindre être vivant, possèdent tous une force méditative profonde, une forme de puissance et de calme euphorie. Des objets, parfois rêvés, viennent étonner le regard : une église rouge éclatante dont la structure laisse mystérieusement apercevoir la verdure des champs derrière elle, une maison soulignée d'un épais bandeau blanc, neige tassée, muret calcaire ou bien frontière purificatrice, les éléments centraux des paysages étonnent et obligent le spectateur à donner de sa personne, à s'interroger sur sa propre subjectivité. Chaque tableau devient ainsi unique au sein du cœur de celle ou celui qui le regarde, chaque jour différent au gré des émotions qui viennent sous-tendre l'interprétation.

### L'eau

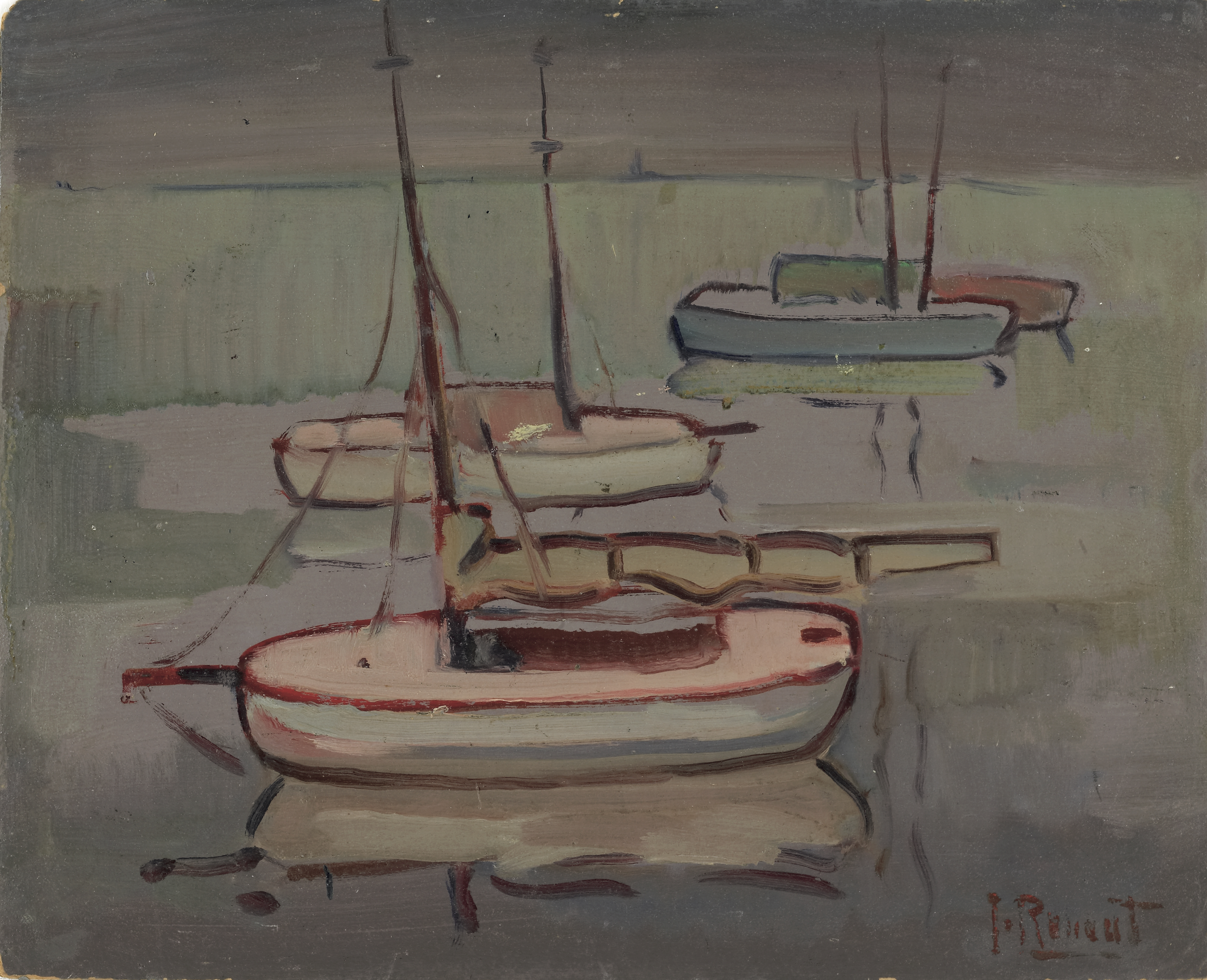
Bateaux sur le lac du Bourget

La présence aquatique dans l'œuvre de Jean Renaut est primordiale et bien plus qu'un décor pour lequel l'artiste aurait une préférence graphique. La fascination de l'artiste pour la substance, tant dans sa forme fluide que cristallisée, tient dans son rapport au temps et à l'immobilité. En effet, chez Jean Renaut, pas de vagues houleuses ou de clapotis : l'eau est immobile, que ce soit celle des mares qu'il affectionne particulièrement, celles des rivières ou des lacs, mais aussi celle de la mer étrangement figée et bien sûr celle des neiges hivernales, voile statique et intemporel.

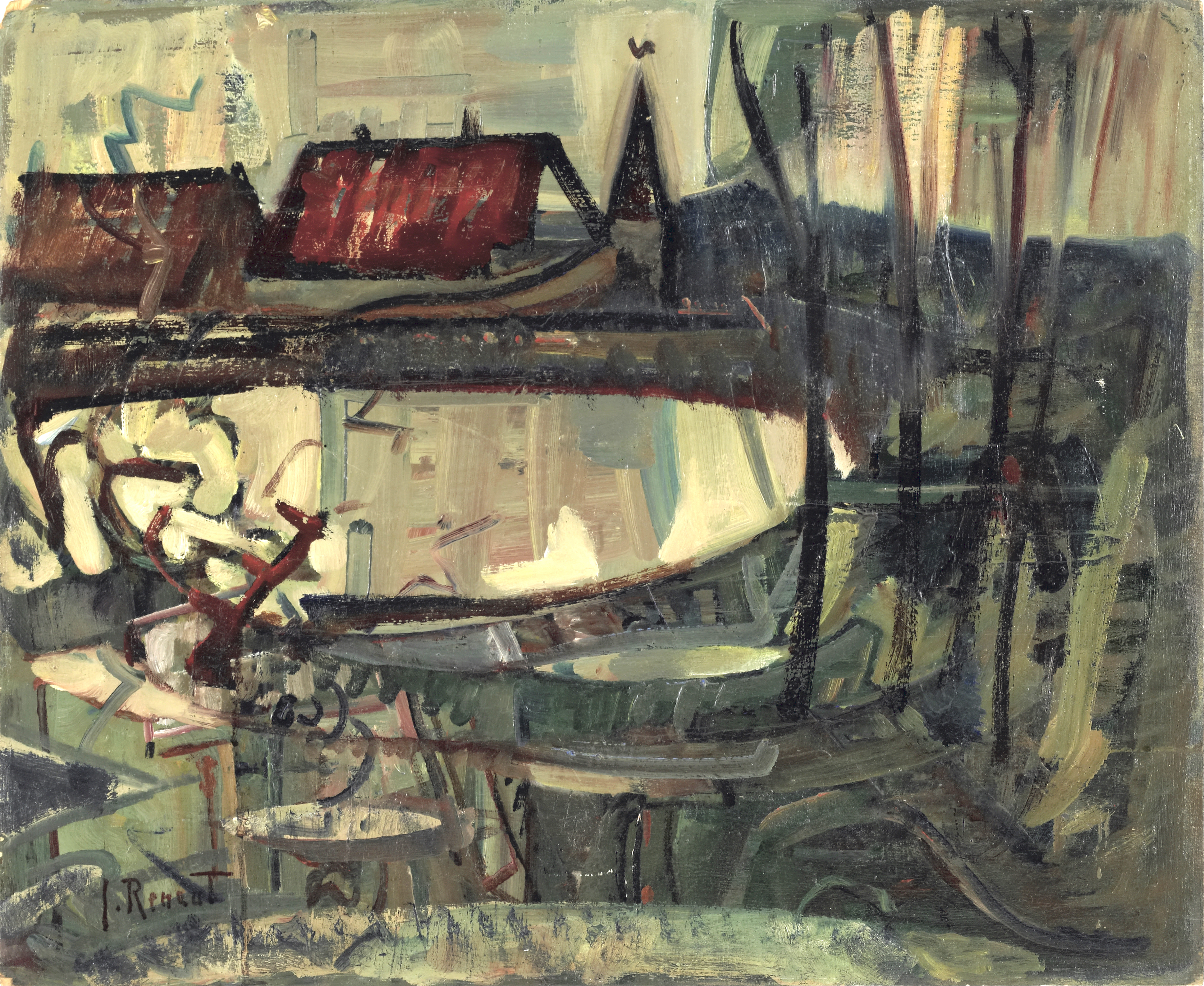
La mare au diable

"Il est peu de toiles de Jean Renaut qui ne soient un moment de calme. L'artiste peint cette immobilité qui suit l'agitation ou qui précède le mouvement." lit-on dans Les Peintres de la Savoie citant Jacques Dehaussy, grand ami du peintre.

À travers sa représentation de l'eau, Jean Renaut cherche à questionner le temps dans son immobilité. L'eau est là, porteuse de sens, suffisamment mystérieuse pour déclencher la méditation et le questionnement, et en même temps finissant toujours par absorber silencieusement ces questions sans jamais leur apporter de réponse. Pour un peintre dont la dimension mystique du tableau est plus importante que la représentation figurative, l'eau est l'élément parfait : porteur de vie colorée avec ses peintures de barques, de péniches, ou bien porteur d'inquiétude à l'orée d'un bois ou dans l'ovale obscur d'une mare. Finalement, un élément porteur de gravité et de silence lorsque les grands manteaux neigeux viennent recouvrir ses paysages, poussant le spectateur au pianissimo, au commentaire à mi-voix, à la stupéfaction en somme devant l'impossibilité de répondre à la question du temps.
...rien ne bouge dans le jardin
c'est à peine si le cœur bat
sous le corselet de la rose
l'âme des êtres et des choses
n'a plus ni raison ni cause
car mon aimée ne viendra pas,
ne viendra pas, ne viendra plus :

le temps l'a mangée tout entière...

### Portraits de famille
Les êtres vivants font leur apparition dans l'œuvre de l'artiste au moment de son exil en Savoie lors de la Seconde Guerre mondiale. Avec le passage à la peinture à l'huile et le début de la vie de famille, Jean Renaut, peintre des émotions intérieures, semble empli d'un débordement d'amour familial qu'il transmet dans ses œuvres. Chargés d'un sentiment d'équilibre et de tendresse, ses portraits vont à l'essentiel. Comme souvent dans son œuvre, peu ou pas de perspectives, un arrière-plan qui est une abstraction et qui vient s'entremêler avec le sujet principal, un savant travail des couleurs qui traduisent les sentiments du peintre pour ses sujets : vert sombre et élégant pour la mère, rouge tranchant pour l'enfant et sa toute-puissance de vie, et enfin des cernes claires ou sombres pour démarquer les sujets ou isoler un élément marquant.

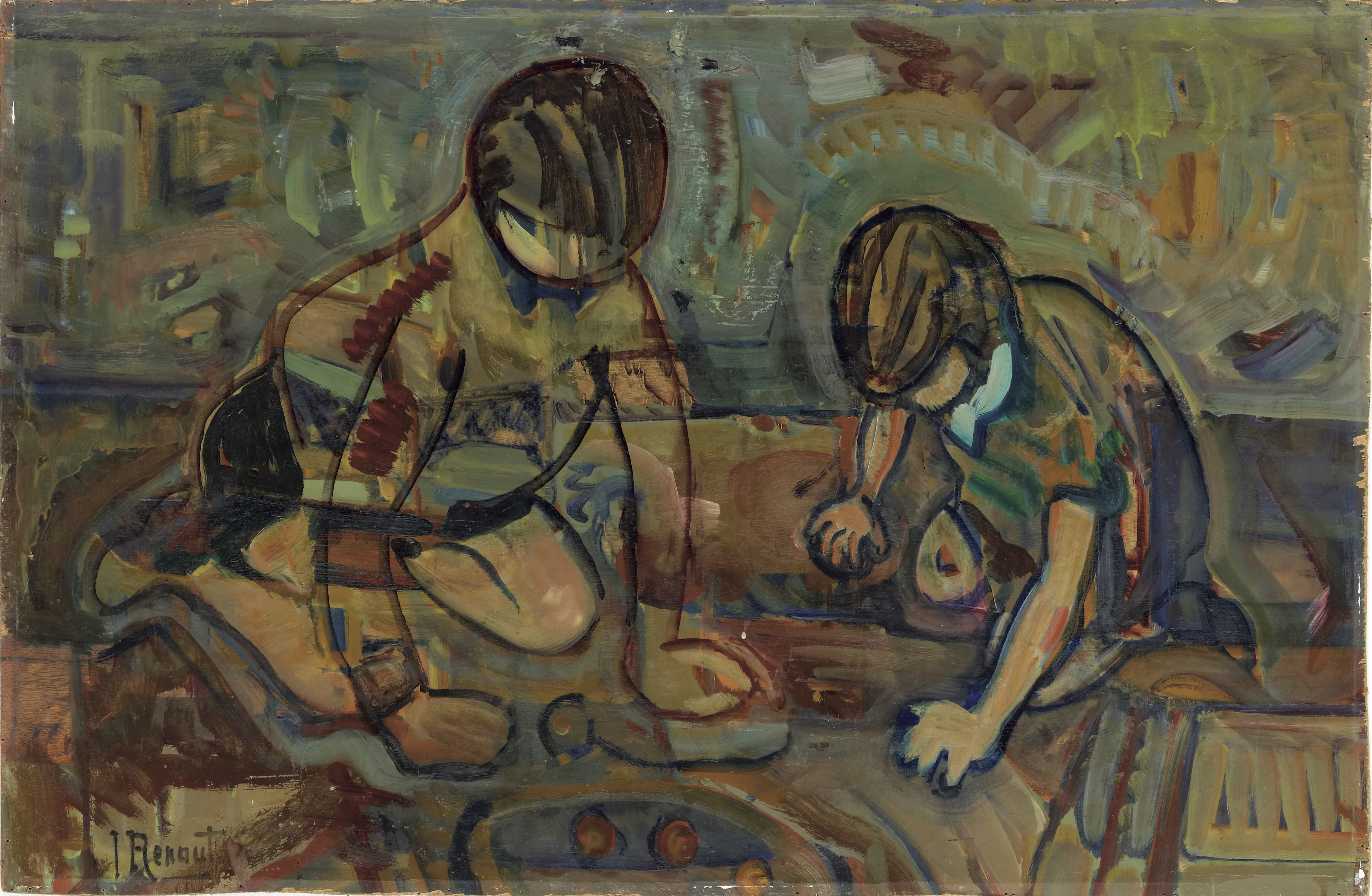
Les enfants aux billes

On retrouve dans de nombreux portraits sa femme et ses enfants, figés dans une action, avec toujours ce souci d'équilibre qui vient lutter contre l'écoulement du temps : les deux petits joueurs de billes sont bien stables sur leurs genoux et avant-bras, la mère est légèrement penchée vers l'arrière pour soutenir son jeune garçon avec aisance, le petit poseur est sur son fauteuil favori. En stabilisant ses personnages, il les immortalise dans un temps infini et saisit leur essence intime.
Au fur et à mesure des années, le processus créatif du portrait s'inverse et le conduit à partir de la couleur et de la forme abstraite pour en faire émerger les personnages que ce fond abstrait lui évoque, personnages tout droit sortis de son intimité.

### La femme

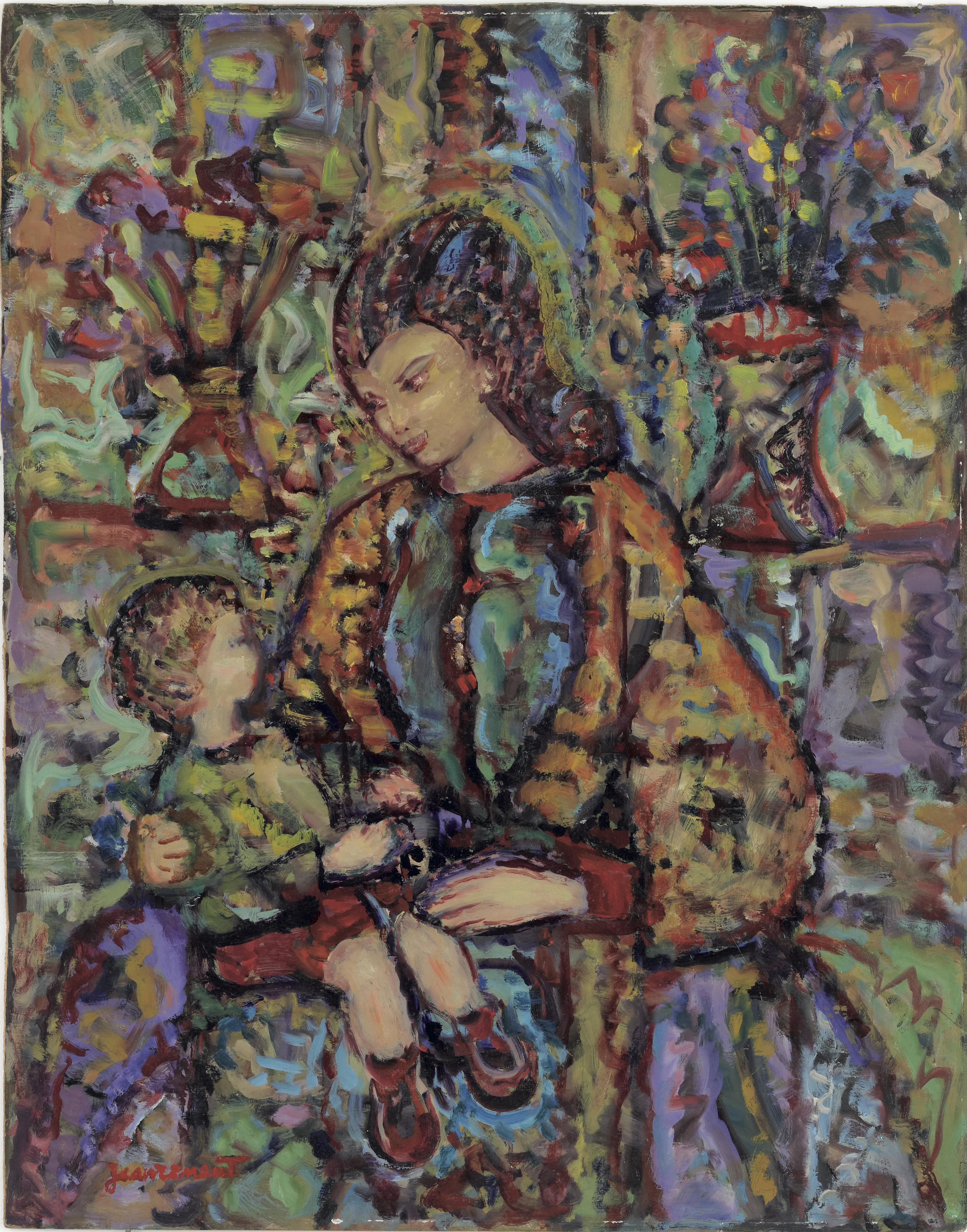
Maternité

On retrouve dans la quête de la féminité de l'artiste le même cheminement de l'intérieur vers l'extérieur. La femme est vue plus pour ce qu'elle cache que pour ce qu'elle montre. Elle est mère, elle est musicienne, elle est peintre. Sa beauté réside dans ce qu'elle exprime, un écho à la manière dont Jean Renaut abordait son art.
Plus globalement, Jean traverse la vie mais se positionne légèrement en dehors de sa réalité, un hors-du-commun qui lui permet d'observer et de poser son regard avec calme et sérénité. De la même manière, ces femmes peintes sont toujours sereines et secrètes. La mise en scène les plonge dans un décor dans lequel elles se fondent, sujet et objet d'observation, mais elles gardent toujours en elles une part de mystère que le peintre restitue, soucieux de faire ressortir leurs questions plus que leurs réponses.

### La musique

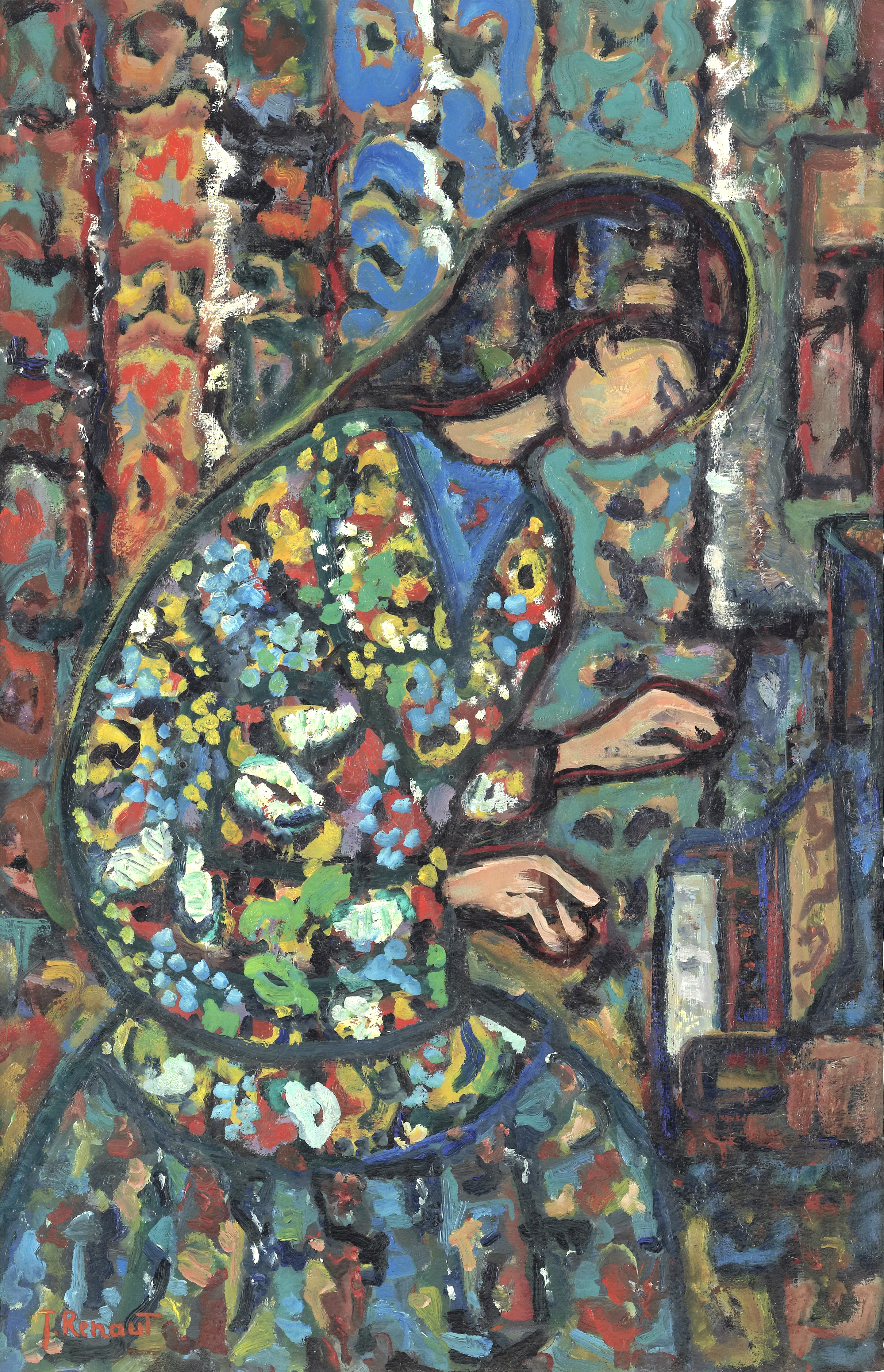
La Pianiste

Jean Renaut, musicien, c'est une réalité racontée par ses enfants et décrite dans les Entretiens. Jean jouant Chopin ou Beethoven sur le clavier familial, mais aussi Jean composant des chansons qu'il interprétait sur un ukulélé pour le plus grand plaisir de la famille en vacances. Comment aurait-il pu échapper à cette destinée, lui, le petit-fils de musicien également et même de compositeur et directeur de conservatoire : son grand-père Jean-Baptiste Lévêque. Une telle figure, qui marque la scène musicale dijonnaise de 1877 à 1909, n'a pu que créer l'atmosphère nécessaire au développement d'une culture musicale profonde qui se transmet à son petit-fils.
Plus délicat à analyser est le rapport entre l'œuvre picturale de Jean Renaut et sa sensibilité musicale. De nombreuses toiles mettent en scène des musiciens classiques ou jazzmen. Mais le point frappant, qui fait de lui un émissaire unique de la musique, est l'harmonie des couleurs proposées dans ces toiles. Dans La Pianiste, la palette devient polytonale et explose de multiples touches colorées, laissant résonner une musique virevoltante et agile. Dans Les Musiciens au Violon, les étincelles de couleur éclairent un fond bleu nuit, et l'on sent la composition, la musique de Jean Renaut transfigurée en peinture. L'exercice devient alors tentant de trouver en chaque toile une musique, à chaque tableau une bande-son : Schumann sur les aquarelles enneigées, Moussorgski sur les huiles de sous-bois, Boris Godounov sur Le Barine, ou bien Bach sur les nativités.
La peinture, comme la musique, est une composition, et Jean Renaut, artiste entier, insufflant dans sa peinture une dimension mystique, ne peut pas être compris entièrement sans prendre en compte la dimension musicale de chacune de ses peintures.

### Les amis de Jean Renaut
Auguste Drouot
Le modèle inspirateur des débuts du jeune Jean Renaut, Auguste Drouot, était un architecte réputé et aquarelliste reconnu. Ami de la famille, on trouve une de ses œuvres dédicacées à la famille Renaut, datant des années 1930. On retrouve comme éléments d'inspiration une prédilection pour les paysages empreints de sérénité, un goût pour les couleurs peu diluées, et un traitement des sujets davantage à travers l'harmonie colorée que par le trait détaillé.
Lucien Martinet
Comment ne pas citer le peintre qui a exposé en duo avec Jean Renaut au Cellier de Clairvaux à Dijon puis à Paris ? Un point commun entre les deux hommes saute aux yeux : deux artistes entiers mettant leur œuvre loin devant l'ambition et l'intérêt pécuniaire. En effet, Jean Renaut détestait les mondanités et a souvent choisi le chemin de la solitude pour se concentrer sur son œuvre, à des époques où il aurait pu travailler à sa propre gloire et faire mieux connaître son travail. De la même manière, Lucien Martinet choisit plusieurs fois de refuser des promotions professionnelles pour conserver la stabilité qui lui permettait de peindre. Au point de se faire arrêter en 1940 par la police française, le prenant pour un espion, tant son besoin d'aller peindre était impérieux.
Andre Patte
L'ami de toujours, Patte, était celui qui emmenait Jean Renaut à l'improviste pour peindre sur le motif. On peut ainsi retrouver les mêmes sujets de paysages traités de façon si différente par les deux artistes, comme le fameux colombier de Flavignerot. Dans des styles complètement différents, Jean Renaut focalisait son attention pour produire une huile ou une aquarelle, tandis que Patte réalisait des dizaines d'aquarelles fraîches et rapides, souvent plus réalistes et toujours spontanées.
Serge Etiévant
Beaucoup plus discret et à l'œuvre moins connue, Serge Etiévant a beaucoup milité pour les peintres, notamment bourguignons, au sein de la Société des Amis des Arts. Expérimentateur infatigable, Serge Etiévant a joué sur les techniques mais aussi les matériaux : papier crépon, encre de Chine, papier Japon, bambous. Son utilisation du papier crépon est probablement la plus remarquable, ajoutant un grain naturel au rendu de la nature et laissant l'artiste s'exprimer pleinement sur l'harmonie des lignes et des couleurs. Ce support nécessite toutefois une maîtrise technique infaillible et une rapidité d'exécution accrue.

## Musées
- Le Jugement de Salomon - 1964 - Faculté de droit, Dijon
- Maternité[18] - 1956 - Musée des Beaux Arts de Dijon - Numéro d'inventaire : 4328
- Le jeu de patience[18] - 1964 - Musée des Beaux Arts de Dijon - Numéro d'inventaire : 4144
- Méditation[18] - 1964 - Musée des Beaux Arts de Dijon - Numéro d'inventaire : 4638
- Nature morte[18] - 1960 - Musée des Beaux Arts de Dijon - Numéro d'inventaire : 4488
- Barques[18] - 1950 - Musée des Beaux Arts de Dijon - Numéro d'inventaire : 3930 bis [19]

## Expositions
Collectives
- Mention aux Artistes Français - 1938
- Galerie AG - avec Lucien Martinet - 1957 - Paris
- Grande Semaine des Arts de Dijon - 1960 - Dijon
- Salons de l’Essor - multiples participations entre 1950 et 1970 - Dijon
- Les Amis des Arts - multiples participations entre 1950 et 1970 - Dijon
- Confrontation - multiples participations entre 1950 et 1960 - Dijon

Individuelles de son vivant
- Galerie Damidot - 1947
- Cellier de Clairvaux - 1956
- Galerie Vauban - 1964
- Château de Flavignerot (en 1967 et en 1969) - Vernissage en présence du chanoine Kir

Rétrospectives
- Beaune (chapelle de l’Oratoire) en 1999 et 2001;
- Invité d’honneur à titre posthume au salon des artistes de Fontaine-les-Dijon en 2005;
- Hôtel d’Esterno à Dijon en 2005 (pour le Centenaire de sa naissance)
- Biennales de l'Hôtel de Vogüé - de 2011[20] à 2019 (celle de 2019 lui est consacrée pour le quarantième anniversaire de sa disparition)